# Entropie topologique
Pour les articles homonymes, voir Entropie.
En mathématiques et plus précisément, dans la théorie des systèmes dynamiques, l'entropie topologique est un réel associé à tout homéomorphisme d'un espace topologique compact. Ce réel caractérise l'action induite de l'homéomorphisme sur les recouvrements ouverts finis de l'espace considéré, ou plutôt le comportement limite de son itération lorsque le nombre d'ouverts tend vers l'infini. Certains ouvrages ou articles définissent la notion par restriction aux espaces compacts métrisables. Non seulement, cela permet d'énoncer une définition plus abordable, mais en plus elle recouvre tous les cas intéressants. De plus, cette seconde approche permet de réinterpréter l'entropie topologique sur le plan du comportement limite du pistage des orbites de l'homéomorphisme, un outil important dans la compréhension des systèmes dynamiques topologiques.
L'entropie topologique est une notion topologique, à ne pas confondre avec l'entropie métrique qui caractérise les systèmes dynamiques mesurables. Toutefois, tout homéomorphisme sur un espace compact admet des mesures boréliennes invariantes (en) ; l'entropie topologique apparait de facto comme la borne supérieure des entropies métriques correspondantes (c'est le théorème du principe variationnel).

## Approche métrique de l'entropie topologique

### Définition formelle
Soit X un espace compact métrisable. Pour une distance d donnée sur X, on appelle r-suite toute suite de points de X séparés d'une distance au moins r : cette notion dépend explicitement de la distance d. Les r-suites peuvent être vues comme une variante discrète du recouvrement de X par des boules ouvertes. On note {\displaystyle n_{d}(r)} le cardinal maximal d'une r-suite de X.
Plus précisément, si {\displaystyle m_{d}(r)} désigne le nombre minimum de boules ouvertes de rayon r pour recouvrir X, alors, par application du principe des tiroirs, il ne peut exister aucune r suite d'une longueur supérieure à {\displaystyle m_{d}(r/2)}. Réciproquement, pour toute r-suite maximale {\displaystyle x_{1},\dots ,x_{k}}, les boules ouvertes de centres respectifs {\displaystyle x_{1},\dots ,x_{k}} et de rayon r recouvrent X. De fait, on dispose de l'encadrement :
{\displaystyle m_{d}(r)\leq n_{d}(r)\leq m_{d}(r/2)}.
Soit {\displaystyle f:X\rightarrow X} un homéomorphisme de X. Définissons la distance itérée {\displaystyle d_{n}} sur X par :
{\displaystyle d_{n}(x,y)=\sup _{0\leq i\leq n}d(f^{i}x,f^{i}y)}.
Cette définition dépend de l'homéomorphisme f et {\displaystyle d_{n}(x,y)} s'interprète comme la distance maximale entre les n premiers termes des orbites respectives de x et de y sous f. Donc, {\displaystyle n_{d_{n}}(r)} est le nombre maximal de points de X restant séparés d'une distance au moins r durant les n premières itérations de f.
L'entropie topologique de f est définie formellement par :
{\displaystyle h(f)=\lim _{r\rightarrow 0}\limsup _{n\rightarrow \infty }{\frac {1}{n}}\log n_{d_{n}}(r)}
A priori, cette définition dépend explicitement de l'utilisation d'une distance arbitraire sur l'espace X. Il s'avère a posteriori que cette quantité dépend uniquement de la topologie de X (de la donnée des ouverts de X).

### Pistage
Le pistage consiste à approcher les premiers termes d'une orbite de f par une suite de points à une distance {\displaystyle \epsilon } près. En pratique, il est intéressant de pister des orbites par des pseudo-orbites. Le nombre minimal d'orbites de f qu'il faut utiliser pour pouvoir pister toutes les orbites de f est {\displaystyle m_{d_{n}}(r)}. Des inégalités :
{\displaystyle m_{d_{n}}(r)\leq n_{d_{n}}(r)\leq m_{d_{n}}(r/2)}.
Il vient :
{\displaystyle h(f)=\lim _{r\rightarrow \infty }\lim _{n\rightarrow \infty }{\frac {1}{n}}\log m_{d_{n}}(r)}
Ainsi, pour des petits r, de manière informelle, {\displaystyle m_{d_{n}}(r)} est en ordre de grandeur de l'ordre de {\displaystyle exp((h(f)+o(r)).n)}.

### Indépendance en la distance
On considère {\displaystyle d} et {\displaystyle d'} deux distances sur {\displaystyle X}. Soit {\displaystyle \varepsilon >0}, on considère {\displaystyle \delta (\varepsilon )=\sup \left\{d'(x,y),d(x,y)\leqslant \varepsilon \right\}}. 
Si une partie {\displaystyle A} est de {\displaystyle d_{n}}-diamètre {\displaystyle \leqslant \varepsilon }, alors elle a un {\displaystyle d'_{n}}-diamètre {\displaystyle \leqslant \delta (\varepsilon )}. Donc, un {\displaystyle d'_{n}}-recouvrement est aussi un {\displaystyle d_{n}}-recouvrement. Comme {\displaystyle X} est compact, on a {\displaystyle \lim \limits _{\varepsilon \rightarrow 0}\delta (\varepsilon )=0}. 
Donc, 
{\displaystyle \lim \limits _{\delta \rightarrow 0}\lim \limits _{n\rightarrow +\infty }{\frac {1}{n}}\ln n_{d'_{n}}(\delta )\leqslant \lim \limits _{\varepsilon \rightarrow 0}\lim \limits _{n\rightarrow +\infty }{\frac {1}{n}}\ln n_{d_{n}}(\varepsilon )}
En interchangeant {\displaystyle d} et {\displaystyle d'}dans la définition de {\displaystyle \delta (\varepsilon )}, on a l'inégalité contraire. D'où l'indépendance de {\displaystyle h} en la distance.

En conséquence immédiate, on en déduit que si {\displaystyle (X,f)} et {\displaystyle (Y,g)} sont (topologiquement) conjugués, c'est-à-dire tel qu'il existe un homéomorphisme {\displaystyle \varphi :Y\rightarrow X} tel que {\displaystyle f\circ \varphi =\varphi \circ g}, alors {\displaystyle h(f)=h(g)}. 
En effet, si {\displaystyle d} est une distance sur {\displaystyle X}, alors {\displaystyle d'(x,y):=d{\big (}\varphi (x),\varphi (y){\big )}}est une distance sur {\displaystyle Y} et on vérifie facilement que {\displaystyle d'_{n}(x,y)=d_{n}{\big (}\varphi (x),\varphi (y){\big )}}. Comme {\displaystyle \varphi } envoie les recouvrements sur {\displaystyle Y} sur ceux de {\displaystyle X} en préservant leurs cardinaux, on en déduit que {\displaystyle h(f)=h(g)}.

## Approche topologique de l'entropie topologique
Par compacité de X, pour tout recouvrement ouvert U de X, on peut en extraire des sous-recouvrements finis. Notons N(U) le nombre minimal d'ouverts à sélectionner parmi U pour former un recouvrement de X. Ce nombre N(U) est une fonction décroissante de U : si V est un recouvrement plus fin que U, alors N(V)<N(U).
Pour U et V donnés, on note {\displaystyle U\lor V} le recouvrement constitué des intersections des ouverts de U par les ouverts de V. Il est élémentaire de constater :
{\displaystyle N(U\lor V)\leq N(U).N(V)}
On construit une suite {\displaystyle U_{n}} par récurrence en posant :
{\displaystyle U_{n}=f^{*}U_{n-1}\lor U}
La suite {\displaystyle \log N(U_{n})} est sous-additive en n. Par des résultats mathématiques classiques, le rapport {\displaystyle \log N(U_{n})/n} converge. On appelle entropie relative de f par rapport à U la limite :
{\displaystyle h(f,U)=\lim _{n\rightarrow \infty }{\frac {1}{n}}\log N(U_{n})}

### Définition formelle
{\displaystyle h(f)=\sup _{U}h(f,U)}
Cette entropie relative est décroissante en U. Le supremum peut être lu comme un passage à la limite sur les recouvrements ouverts de X. Ce passage à la limite se formalise mathématiquement par la notion de filtre.
Plus simplement ici, il est possible d'introduire h(f) comme une limite sur une suite d'entropies relatives. Plus précisément, on a :
{\displaystyle h(f)=\lim _{n\rightarrow \infty }h(f,U_{n})}
où {\displaystyle U_{n}} est une suite de recouvrements de plus en plus fins, qui ont la propriété que, pour tout recouvrement V donné, pour n suffisamment grand, {\displaystyle U_{n}} est plus fin que V.

## Propriétés de l'entropie topologique
- Pour tout homéomorphisme f d'un espace topologique séparé compact X, l'entropie topologique de fk est k fois l'entropie topologique de f :

{\displaystyle h(f^{k})=k.h(f)}
{\displaystyle h(f^{-1})=h(f)}

## Calcul de l'entropie topologique

### Théorème de Misiurewicz et Szlenk
Soit {\displaystyle f:I=[a,b]\longrightarrow I} une fonction continue. On dit que {\displaystyle f} est monotone par morceaux s'il existe une subdivision finie {\displaystyle a=x_{0}<x_{1}<...<x_{p}=b} telle que {\displaystyle f} soit monotone sur chaque {\displaystyle [x_{i},x_{i+1}]} et on note {\displaystyle M(f)} le plus petit entier {\displaystyle p\geqslant 1}qui possède cette propriété. Alors, les limites suivantes existent et on a :
{\displaystyle h(f)=\lim \limits _{n\rightarrow +\infty }{\frac {1}{n}}\ln M(f^{\circ n})=\lim \limits _{n\rightarrow +\infty }{\frac {1}{n}}\mathrm {VT} (f^{\circ n})}
où {\displaystyle f^{\circ n}=f\circ \ldots \circ f} (composée {\displaystyle n} fois) et {\displaystyle VT(g)} est la variation totale de {\displaystyle g}.
Application au cas des fonctions tentes : On considère des fonctions tentes {\displaystyle T_{s}:I\rightarrow I} où {\displaystyle I} est un intervalle compact de {\displaystyle \mathbb {R} }, c'est-à-dire des fonctions continues affines par morceaux toutes de même pente {\displaystyle s} en valeur absolue. 
Puisque les fonctions {\displaystyle T_{s}^{n}} sont aussi des tentes de pente {\displaystyle s^{n}}, elles sont {\displaystyle s^{n}}-lipschitziennes et donc {\displaystyle \mathrm {VT} (T_{s}^{n})\leqslant s^{n}\ell (I)} où {\displaystyle \ell (I)} est la longueur de {\displaystyle I}. On en déduit déjà que {\displaystyle h(T_{s})\leqslant \ln(s)}. 
En considérant une subdivision maximale {\displaystyle a=x_{0}<x_{1}<...<x_{p}=b} telle que {\displaystyle T_{s}^{n}} est monotone (même affine de pente {\displaystyle s^{n}}) sur chaque {\displaystyle [x_{i},x_{i+1}]}, alors {\displaystyle T_{s}^{n}{\big (}[x_{i},x_{i+1}])} est inclus dans le segment d'extrémités {\displaystyle \left\{T_{s}^{n}(x_{i}),T_{s}^{n}(x_{i+1})=T_{s}^{n}(x_{i})\pm s^{n}(x_{i+1}-x_{i})\right\}}, on en déduit que {\displaystyle p\leqslant s^{n}}, d'où {\displaystyle h(T_{s})\geqslant \ln(s)}